# Великая Шапковка
Великая Шапковка (укр. Велика Шапківка), село, 
Смородьковский сельский совет, 
Купянский район, 
Харьковская область.
Код КОАТУУ — 6323787002. Население по переписи 2001 года составляет 328 (155/173 м/ж) человек.

## Географическое положение
Село Великая Шапковка находится на левом берегу реки Купянка,
выше по течению на расстоянии в 1 км расположено село Смородьковка, 
ниже по течению на расстоянии в 6 км расположен город Купянск, 
на противоположном берегу расположено село Паламаревка.
По селу протекает ручей с запрудой. 
Через село проходит железная дорога, станция Шапковка.

## История
- 1870 — дата основания.